# Lorena Villarreal
Lorena Villarreal (Monterrey, Nuevo León) es una productora, guionista y directora mexicana. Ha destacado por producir las películas Blondi, Memoria, Annette y Selva Trágica. En 2004 realizó su primera película, Las lloronas (2004), sobre la maldición familiar que atormenta a una familia de mujeres. Además, es la presidente de la agencia de comunicación y publicidad Grupo LVT y su subsidiaria Barraca Producciones. Su segunda película, Silencio, está inspirada en la Zona del Silencio, fue realizada en el municipio de Mina, Nuevo León, y tuvo su estreno en el Festival de Cine de Berlín.
En 2019, recibió un reconocimiento por parte de la Asociación Nacional de Autores Cinematográficos de Italia (ANAC) por su trabajo fílmico y por el estímulo que ofrece al cine de mujeres, y el mismo año recibió un reconocimiento por parte de la UANL por su trayectoria e impulsar el cine en Nuevo León.

## Filmografía

### Producción
- Blondi (2023)
- Y entonces llegaron ellas (2022) - cortometraje
- EAMI (2022)
- Memoria (2021)
- Annette (2021)
- Selva Trágica (2020)
- El prófugo (2020)
- Silencio (2018)
- Lady Rancho (2018)
- Acusada (2018)
- Las lloronas (2004)

### Dirección
- Silencio (2018)
- Las lloronas (2004)

### Guion
- Silencio (2018)
- Las lloronas (2004)